# ティルナノーグ (ゲーム会社)
ティルナノーグ（Tirnanog Co.）は、コンピュータゲーム開発を手がける日本の会社である。本社は京都市南区に所在。

## 会社概要
『ファイアーエムブレム』シリーズを手がけた加賀昭三が任天堂のセカンドパーティ企業・インテリジェントシステムズを退社後、1999年8月に立ち上げた。

## ティアリングサーガ裁判
創業と同時に当時、ファミ通編集長であった浜村弘一の協力を得てSCE・プレイステーション用の新作『エムブレムサーガ』の開発に着手、同ソフトは後にエンターブレインから発売されることが決定する。
ところが、エムブレムサーガ発表に際し、『ファイアーエムブレム』シリーズとの関連性をファミ通誌上のインタビューでほのめかしたことから、任天堂及びインテリジェントシステムズ(IS)から再三、開発中止または内容の抜本修正を求める内容証明を送付される。
結局、ゲームは発売直前に『ティアリングサーガ ユトナ英雄戦記』と改題、画像の一部変更をして発売された。しかし、ティルナノーグはエンターブレイン及び加賀と共に、任天堂及びISから提訴される。この裁判は不正競争防止法違反でティルナノーグ・エンターブレイン・加賀の三者が連帯して任天堂に約7600万円の損害賠償を支払うことで決着した。詳細は「ティアリングサーガに関わる問題」を参照のこと。

## ベルウィックサーガの開発
2005年5月にエンターブレインより発売されたティアリングサーガの続編『ベルウィックサーガ』（PS2）は、エンディングクレジットなどの状況証拠から、加賀の関与もなくティルナノーグの開発ではないと見られていたが、ファミ通ゲーム白書2006において『ベルウィックサーガ』の製作元として記されており、ティルナノーグ開発であることが判明した。
また、『ベルウィックサーガ』については任天堂・インテリジェントシステムズからのクレーム、訴訟は起きていない。